# 柴森 (青森県・秋田県)
柴森（しばもり）は、青森県平川市と秋田県鹿角郡小坂町との県境にある標高883mの山である。

## 概要
秋田県側だと、小坂川（米代川水系支流）の上流域にある西ノ又沢に沿って設けられている「西ノ又林道」の中程にある奥奥八九郎温泉付近から眺めることができる位置にある。

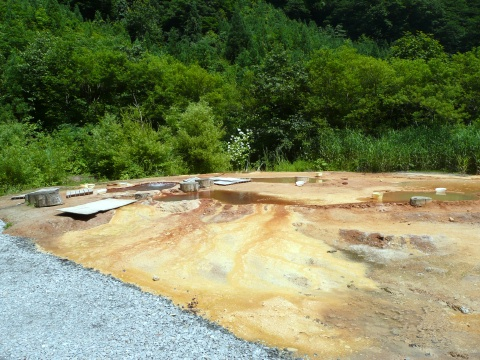
奥奥八九郎温泉
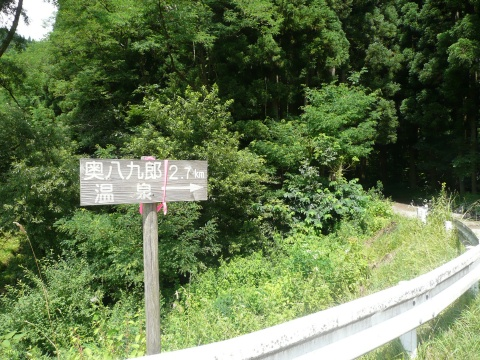
林道入口